# Katharina Boele-Woelki
Katharina Renate Susanne Dorothee Boele-Woelki (* 13. Juni 1956 in Baden-Baden) ist eine deutsche Rechtswissenschaftlerin. Boele-Woelki war von 2015 bis 2023 Präsidentin der Bucerius Law School.

## Leben
Boele-Woelki studierte von 1975 bis 1979 Rechtswissenschaften an der Georg-August-Universität Göttingen und der Freien Universität Berlin. 1982 wurde sie an der Freien Universität Berlin mit einer Arbeit über „Die Effektivitätsprüfung der Staatsangehörigkeiten im niederländischen internationalen Familienrecht“ promoviert.
1982 ging sie als Wissenschaftlerin in die Niederlande, seit 1990 lehrt und forscht sie an der juristischen Fakultät der Universität Utrecht. 1995 wurde sie zur Professorin für Internationales Privatrecht, Rechtsvergleichung und Familienrecht berufen. Boele-Woelki stand dem Fachbereich Privatrecht der Fakultät bereits drei Mal für jeweils zwei Jahre vor. Sie war Gastprofessorin an der Columbia University und ist außerplanmäßige Professorin an der Universität des Westkaps.
Im Juni 2015 bestellte das Kuratorium der Bucerius Law School Boele-Woelki zum 1. Oktober 2015 zur Präsidentin (2015–2023) und berief sie auf einen Lehrstuhl für Rechtsvergleichung.
Sie gehört zu den Unterstützern der Charta der Digitalen Grundrechte der Europäischen Union, die Ende November 2016 veröffentlicht wurde. 

## Mitgliedschaften und Auszeichnungen
Boele-Woelki ist seit 2014 Präsidentin der International Academy of Comparative Law; bis 2014 war sie außerdem Präsidentin der Niederländischen Vereinigung für Familienrecht und Mitglied des Vorstands der Niederländischen Vereinigung für Rechtsvergleichung. Sie ist daneben Mitglied der Deutschen Gesellschaft für Internationales Recht sowie der Wissenschaftlichen Vereinigung für Familienrecht. Im Jahr 2007 gründete sie das Utrecht Centre for European Research into Family Law. Seit 2001 ist Boele-Woelki Vorsitzende der auf ihre Initiative hin gegründeten Kommission für Europäisches Familienrecht.
Im Jahr 2011 wurde Boele-Woelki die Ehrendoktorwürde der Universität Uppsala verliehen. Im Jahre 2012 erhielt sie den Anneliese Maier-Forschungspreis der Alexander von Humboldt-Stiftung für ihre Arbeit im Bereich des internationalen und europäischen Familienrechts. Im Jahr 2013 wurde sie zum Mitglied des International Advisory Board der Alexander von Humboldt-Stiftung gewählt. 2015 erhielt sie die Ehrendoktorwürde der Universität Lausanne. 2016 erhielt sie die Ehrendoktorwürde der Universität Antwerpen und wurde zum Mitglied der Academia Europaea gewählt, 2017 zum Mitglied der Akademie der Wissenschaften in Hamburg. 2021 erhielt sie die Ehrendoktorwürde der Universität Pretoria.

## Veröffentlichungen und Herausgeberschaften
Boele-Woelki ist Mitherausgeberin verschiedener niederländischer, südafrikanischer und europäischer Fachzeitschriften und seit 2003 eine der Herausgeber der European Family Law Series. Sie forscht und veröffentlicht zum internationalen und vergleichenden Familienrecht, zum internationalen Privatrecht und zur Rechtsvergleichung.